# Месерві (Айова)
Месерві (англ. Meservey) — місто (англ. city) в США, в окрузі Серро-Гордо штату Айова. Населення — 222 особи (2020).

## Географія
Месерві розташоване за координатами 42°54′56″ пн. ш. 93°28′24″ зх. д. / 42.91556° пн. ш. 93.47333° зх. д. (42.915644, -93.473385).  За даними Бюро перепису населення США в 2010 році місто мало площу 3,90 км², уся площа — суходіл.

## Демографія
Згідно з переписом 2010 року, у місті мешкало 256 осіб у 122 домогосподарствах у складі 68 родин. Густота населення становила 66 осіб/км².  Було 139 помешкань (36/км²).
Расовий склад населення:
| - 99,2 % — білих |

До двох чи більше рас належало 0,8 %. Частка іспаномовних становила 3,1 % від усіх жителів.
За віковим діапазоном населення розподілялося таким чином: 17,2 % — особи молодші 18 років, 57,0 % — особи у віці 18—64 років, 25,8 % — особи у віці 65 років та старші. Медіана віку мешканця становила 46,3 року. На 100 осіб жіночої статі у місті припадало 101,6 чоловіків;  на 100 жінок у віці від 18 років та старших — 101,9 чоловіків також старших 18 років.
Середній дохід на одне домашнє господарство  становив 71 739 доларів США (медіана — 50 625), а середній дохід на одну сім'ю — 57 262 долари (медіана — 46 250). За межею бідності перебувало 21,0 % осіб, у тому числі 46,3 % дітей у віці до 18 років та 8,5 % осіб у віці 65 років та старших.
Цивільне працевлаштоване населення становило 122 особи. Основні галузі зайнятості: виробництво — 19,7 %, освіта, охорона здоров'я та соціальна допомога — 18,0 %, оптова торгівля — 14,8 %.